# Anarhie
Anarhie, conform originalului din greacă, αναρχία, este un concept care se referă la existența unei societăți anarhice, societatea oamenilor liberi. Anarhismul este denumirea unei filozofii politice sau denumirea unui termen generic pentru un grup de concepții de natură filozofico-politică, care sunt mai mult sau mai puțin legate una de alta, derivat din cuvântul din limba greacă veche an-archos, care s-ar traduce în limba română prin expresia fără conducere sau fără conducători. În sensul cel mai general, "anarhismul este convingerea fermă că toți conducătorii sunt în ultimă instanță opresivi și, ca atare, trebuie eliminați/înlăturați.
Deși aparent divergent sau inconsistent, dar o persoană care este un teoretician și/sau un practician al anarhiei, refuzând autoritatea politică , poate totuși crede în conducerea bazată pe voluntariat.
Anarhismul nu neagă ordinea, ci legile așa cum au fost făcute de om pentru guvernarea unor mase mari de alți oameni. Anarhiștii susțineau că refuzul lor față de constituții și guverne nu înseamnă promovarea “fărădelegii”. Ei susțineau că justiția reală este naturală, inerentă, și se va afirma prin dezvoltarea liberă a "socialității" omului: înclinația lui naturală (atunci când nu este închistată de legi) de a trăi pe baza principiilor și practicilor de "ajutor reciproc". Tocmai pentru că se bazează pe trei principii simple și universale (libertate, egalitate și ajutor reciproc), anarhismul a fost îmbrățișat in Vest, Est, Nord și Sudul politic, dar și în artă (poezie, proză, teatru, pictură și grafică etc.). Anarhismul are o influență predominantă în multe mișcări politice contemporane, inclusiv în campaniile împotriva brutalității poliției, pedepsei capitale, în mișcările pentru drepturile homosexualilor, drepturile animalelor, vegetarianism, dreptul la avort, abolirea penitenciarelor, legalizarea marijuanei etc.